# North Buena Vista (Iowa)
North Buena Vista es una ciudad ubicada en el condado de Clayton en el estado estadounidense de Iowa. En el Censo de 2010 tenía una población de 121 habitantes y una densidad poblacional de 44,92 personas por km².

## Geografía
North Buena Vista se encuentra ubicada en las coordenadas 42°40′36″N 90°57′38″O / 42.67667, -90.96056. Según la Oficina del Censo de los Estados Unidos, North Buena Vista tiene una superficie total de 2.69 km², de la cual 2.6 km² corresponden a tierra firme y (3.46%) 0.09 km² es agua.

## Demografía
Según el censo de 2010, había 121 personas residiendo en North Buena Vista. La densidad de población era de 44,92 hab./km². De los 121 habitantes, North Buena Vista estaba compuesto por el 98.35% blancos, el 0% eran afroamericanos, el 0% eran amerindios, el 0.83% eran asiáticos, el 0% eran isleños del Pacífico, el 0% eran de otras razas y el 0.83% pertenecían a dos o más razas. Del total de la población el 0% eran hispanos o latinos de cualquier raza.